# NAACP Image Awards
NAACP Image Awards – nagrody przyznawane od 1970 roku, corocznie, przez National Association for the Advancement of Colored People, by uhonorować niebiałoskórych ludzi filmu, telewizji, muzyki i literatury.
Podobnie jak w przypadku innych nagród, w tym Oscarów lub Grammy, NAACP wręcza statuetki w 35 kategoriach, których zwycięzcy wybierani są poprzez głosowanie wszystkich członków organizacji. Wręczane są również nagrody honorowe, a wśród nich: nagroda prezydenta oraz tytuł artysty roku. Poza tym NAACP posiada własną Hall of Fame.
W 1974 roku gala została po raz pierwszy wyemitowana w krajowej telewizji, a w 2007 roku, również po raz pierwszy, była nadawana na żywo przez Fox Network. Ceremonie zazwyczaj odbywają się w Los Angeles lub okolicach, w lutym albo na początku marca.

## Przeszłe gale
| Rok  | Data        | Prowadzący                                                          | Obiekt                    |
| ---- | ----------- | ------------------------------------------------------------------- | ------------------------- |
| 1970 |             |                                                                     |                           |
| 1972 | listopad    |                                                                     |                           |
| 1974 | 19 stycznia |                                                                     | Hollywood Palladium       |
| 1982 | 5 grudnia   | Robert Guillaume                                                    | Hollywood Palladium       |
| 1984 | 4 grudnia   |                                                                     |                           |
| 1987 |             | Debbie Allen / Denzel Washington                                    |                           |
| 1996 |             | Whitney Houston / Denzel Washington                                 |                           |
| 1997 | 8 lutego    | Arsenio Hall / Patti LaBelle                                        | Pasadena Civic Auditorium |
| 1998 | 14 lutego   | Vanessa Williams / Gregory Hines                                    |                           |
| 1999 | 14 lutego   | Mariah Carey / Blair Underwood                                      | Pasadena Civic Auditorium |
| 2000 | 12 lutego   | Diana Ross                                                          | Pasadena Civic Auditorium |
| 2001 | 23 lutego   | Chris Tucker                                                        | Universal Amphitheatre    |
| 2002 | 3 marca     | Chris Tucker                                                        | Universal Amphitheatre    |
| 2003 | 8 marca     | Cedric the Entertainer                                              | Universal Amphitheatre    |
| 2004 | 6 marca     | Tracee Ellis Ross / Golden Brooks / Persia White / Jill Marie Jones | Universal Amphitheater    |
| 2005 | 25 marca    | Chris Tucker                                                        | Dorothy Chandler Pavilion |
| 2006 | 3 marca     | Cuba Gooding Jr.                                                    | Shrine Auditorium         |
| 2007 | 2 marca     | LL Cool J                                                           | Shrine Auditorium         |
| 2008 | 14 lutego   | D.L. Hughley                                                        | Shrine Auditorium         |
| 2009 | 12 lutego   | Halle Berry / Tyler Perry                                           | Shrine Auditorium         |

## Kontrowersje
NAACP Image Awards stawały się niekiedy obiektem kontrowersji z powodu zarzutów, iż niektórzy nominowani nie zasługują na uhonorowanie przez NAACP. Jednym z przykładów jest Tupac Shakur, który w 1994 roku otrzymał nominację do nagrody dla najlepszego aktora za film Poetic Justice, mimo iż w grudniu 1993 roku został oskarżony o seksualne wykorzystywanie kobiety. Z kolei w 2004 roku nominację za najlepszy album otrzymał R. Kelly (Chocolate Factory), chociaż w tym samym czasie wysunięty został przeciw niemu akt oskarżenia związany z dziecięcą pornografią.
Kilku innych nominowanych miało problemy z bezprawnym wykorzystaniem imion. W 2003 roku film Barbershop otrzymał pięć nominacji, w tym dla najlepszego aktora drugoplanowego (Cedric the Entertainer). Obraz spotkał się z krytyką, gdyż bohater grany przez Cedrika niezbyt przychylnie wyraża się o Rosie Parks, Martinie Lutherze Kingu Jr. i Jessem Jacksonie. Również rapowa grupa OutKast, która zyskała sześć nominacji w 2004 roku, została skrytykowana za nagranie kilka lat wcześniej piosenki „Rosa Parks”. Parks wniosła wtedy oskarżenie do sądu o bezprawne wykorzystanie jej imienia w utworze.

## Kategorie

### Film
- Outstanding Motion Picture
- Outstanding Documentary
- Outstanding Actress in a Motion Picture
- Outstanding Actor in a Motion Picture
- Outstanding Supporting Actress in a Motion Picture
- Outstanding Supporting Actor in a Motion Picture

### Telewizja
- Outstanding Drama Series
- Outstanding Actress in a Drama Series
- Outstanding Actor in a Drama Series
- Outstanding Supporting Actress in a Drama Series
- Outstanding Supporting Actor in a Drama Series
- Outstanding Director in a Drama Series
- Outstanding Writer in a Drama Series
- Outstanding Children’s Program
- Outstanding Comedy Series
- Outstanding Actress in a Comedy Series
- Outstanding Actor in a Comedy Series
- Outstanding Supporting Actress in a Comedy Series
- Outstanding Supporting Actor in a Comedy Series

- Outstanding Actress in a Daytime Drama Series
- Outstanding Actor in a Daytime Drama Series

- Outstanding Television Movie, Mini-Series or Dramatic Special
- Outstanding Actress in a Television Movie, Mini-Series or Dramatic Special
- Outstanding Actor in a Television Movie, Mini-Series or Dramatic Special

- Outstanding Performance in a Youth/Children’s Series or Special

- Outstanding News, Talk or Information – Series or Special
- Outstanding Variety – Series or Special

### Muzyka
- Outstanding New Artist
- Outstanding Female Artist
- Outstanding Male Artist
- Outstanding Duo or Group
- Outstanding Jazz Artist
- Outstanding Gospel Artist
- Outstanding Music Video
- Outstanding Song
- Outstanding Album

### Literatura
- Outstanding Literary Work, Fiction
- Outstanding Literary Work, Nonfiction
- Outstanding Literary Work, Children’s

### Nagrody specjalne
- Chairman’s Award
- President’s Award
- Hall of Fame Award
- Entertainer of the Year